# Tabanus sandersoni
Tabanus sandersoni är en tvåvingeart som beskrevs av Austen 1912. Tabanus sandersoni ingår i släktet Tabanus och familjen bromsar. Inga underarter finns listade i Catalogue of Life.